# Palacio del Marqués de Olaso
El Palacio del Marqués de Olaso es un elegante y señorial palacio que se encuentra emplazado frente el promontorio de Arriluce, en el barrio de Neguri, municipio de Guecho, cercano a la ciudad de Bilbao. 
La obra fue diseñada en 1926 por el arquitecto Manuel María Smith  para Luis Saturnino Julián de Olaso y Madaria, II Marqués de Olaso.
Las grandes villas residenciales de Getxo fueron calificadas en 2001 como Bien Cultural, con la categoría de Conjunto Monumental. 
Representa uno de los máximos exponentes de la aplicación de fórmulas palaciegas derivadas del regionalismo neo-montañés.

## Entorno

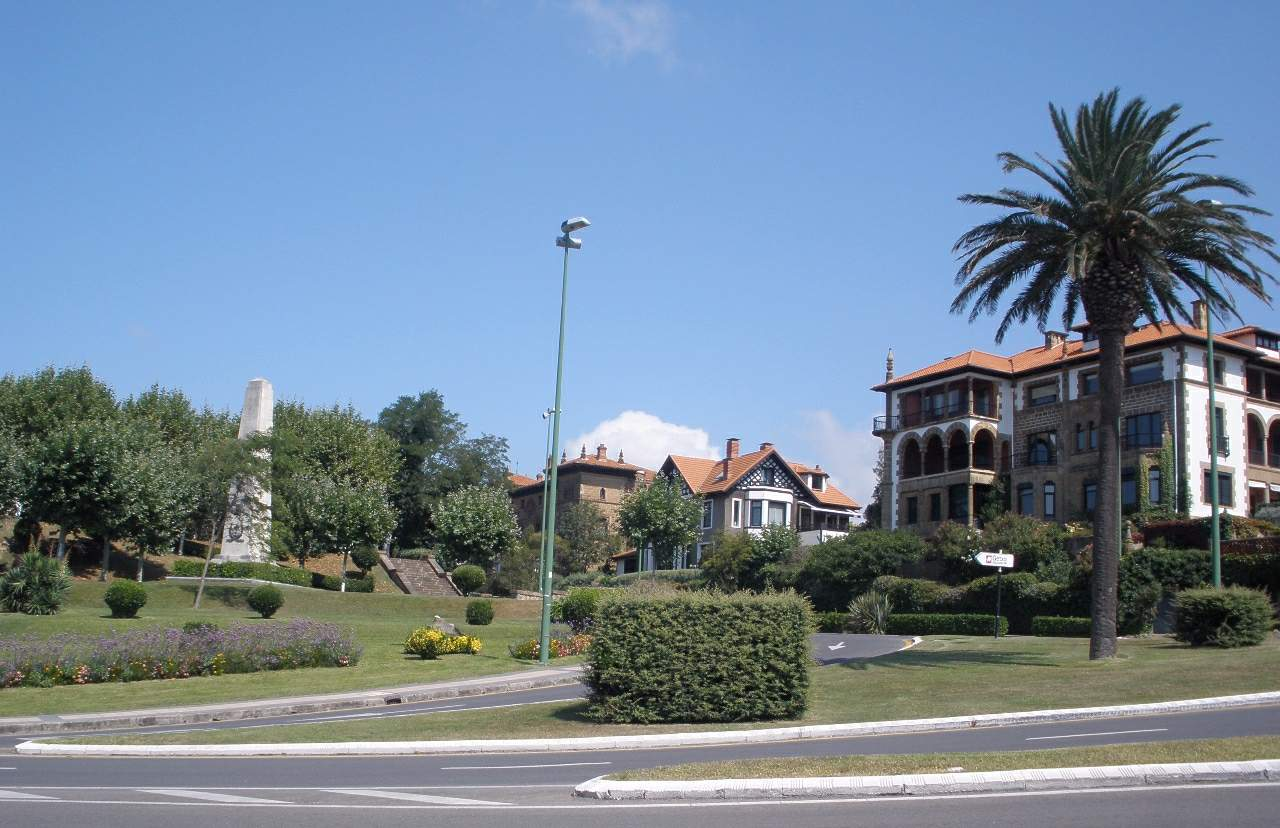
Entorno del Palacio.

Forma parte del conjunto de palacios y palacetes que se emplazan en la Avenida de Zugazarte en el barrio de Las Arenas, municipio de Guecho, donde destacan otros palacios como el Palacio Eguzkialde, también denominada popularmente como la "Casa de la Alcaldesa", el Palacio San Joseren, el Palacio Kai-Alde, el palacete Villa Araitza, o el palacete Itxas Begi
Además, frente a este edificio se encuentra el promontorio de Arriluce, donde se concentran un conjunto de espectulares palacios y mansiones de principios de siglo, pertenecientes a la alta burguesía, de los cuales destacan, entre otros, el Palacio Lezama Leguizamón que es un elegante y señorial palacio de principios del siglo XX, el Palacio Ampuero, diseñado en 1928 por el arquitecto Manuel María Smith, a petición del empresario y político José Joaquín Ampuero Del Río y su familia, o el Palacio de Arriluce, el cual mantiene desde un principio el carácter original de la obra del arquitecto Jose Luis Oriol, en este mismo emplazamiento sobre el Puerto de Arriluce se encuentra también el Palacio Mudela.
En esta zona nos encontramos con todo una riquísima variedad de estilos arquitectónicos, que van desde el neo-vasco hasta el regionalismo neo-montañés, pasando por el neo-medievalismo. La característica más común de todas ellas está en la singularidad que prevalece sobre cualquier otro valor, además de unos jardines bien cuidados sobre los escarpes que completan este conjunto de relieve paisajístico.

## Distribución
Es un edificio exento, de planta rectangular, cubierta a múltiples aguas apeadas en canes tallados, y alzado resuelto en semisótano, planta baja y dos alturas. Se apareja en sillería de buena calidad y ladrillo dispuesto en espinel. Cuenta con cierre propio y excelente jardín.La fachada que se orienta hacia el mar, se flanquea por dos torres simétricas, de sección cuadrada, que se elevan ligeramente sobre el edificio, rematándose de pináculos, y se organiza en seis ejes de vanos de formas variadas.

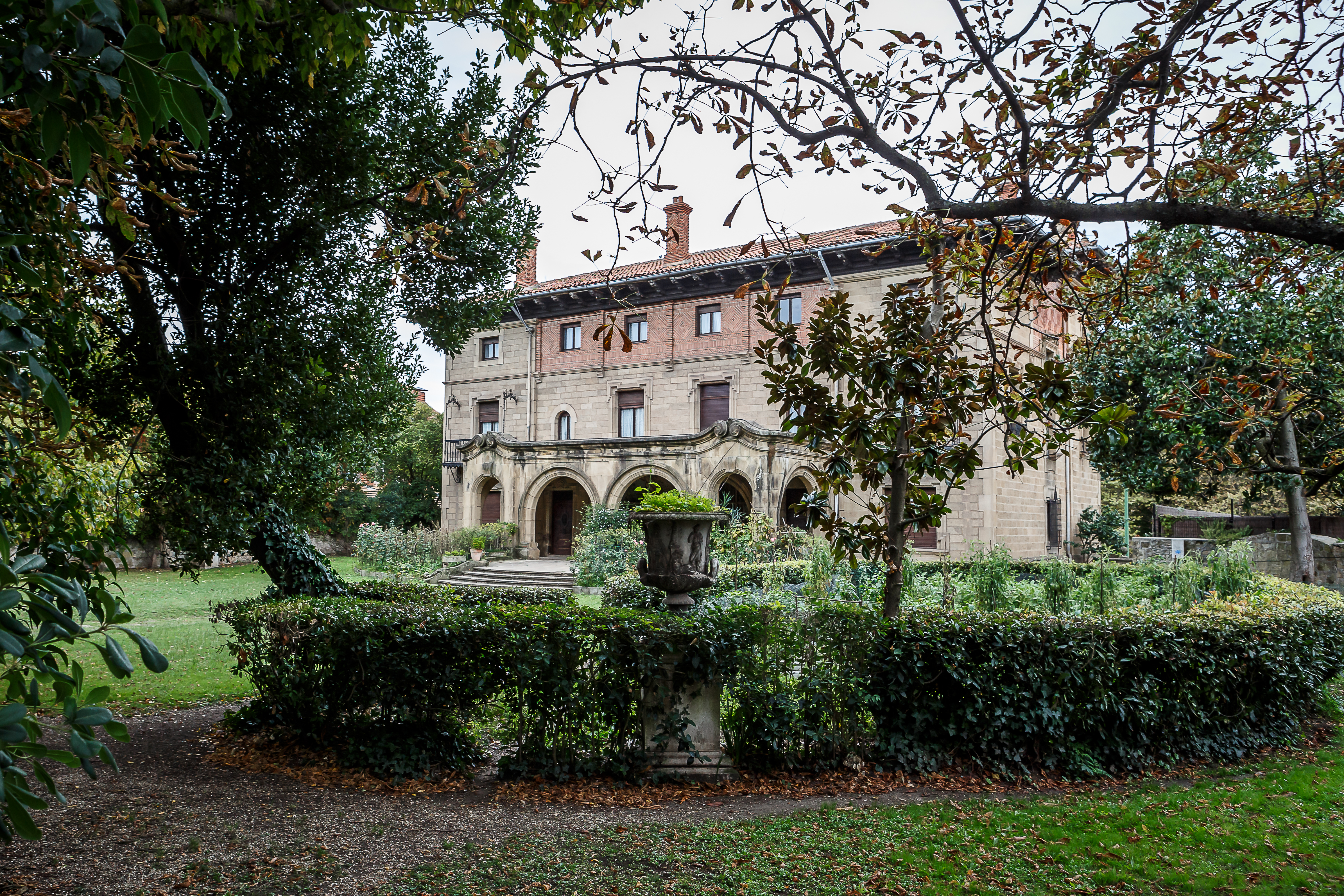
Entrada principal y jardines del palacio.

El semisótano presenta un ingreso en medio punto sobre pilastras, coronado por un frontoncillo avolutado. Sobre él se desarrolla una gran terraza, con balaustrada de piedra, que ocupa toda la planta principal, con cuyo interior comunica a través de una galería escarzana apeada sobre columnas adosadas. La primera altura luce, sobre la citada galería, un balcón de reja y dos balcones volados poligonales a los lados, todos con antepechos de rejería. En la última planta destacan una cartela en posición central y los vanos tripartitos de las torres, que se abren en arcos mixtilíneos. Los vanos se ornamentan con molduras barrocas y los balcones presentan, además, repisas y barandillas defina reja.

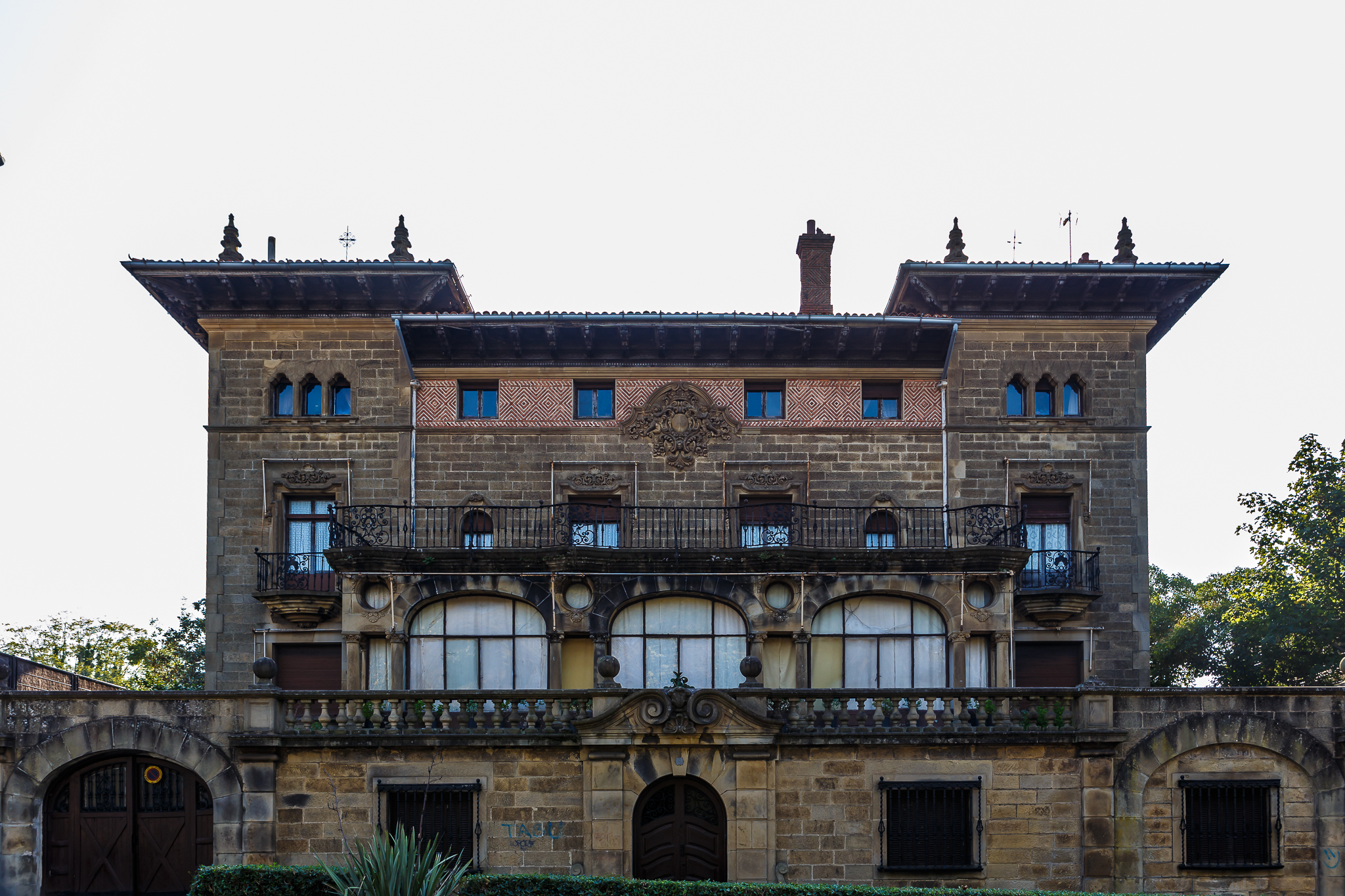
Fachada del edificio orientada al mar.

En la fachada a tierra, sobresale el ingreso principal, sobre escalinata y bajo porche en arcada de medio punto.En su interior, cada planta se organiza a partir de un largo hall-pasillo transversal, con una escalera en cada extremo, rompiendo con el tradicional sistema longitudinal vestíbulo-hall-escalera, que en los pisos superiores se reducía al hall-caja de escaleras como espacio central de distribución.Con un aspecto solemne gracias a su marcada simetría y a la presencia de las torres esquineras -pequeñas pero dominantes visualmente-, es uno de los edificios de más empaque del municipio.

## Actualidad
Actualmente está siendo rehabilitado para convertirse en un edificio de viviendas. El edificio se encuentra catalogado como edificio de Especial Protección.